# Солонешная
Солонешная (устар. Медведевская) — река в России, протекает в Алтайском крае. Длина реки составляет 23 км. Устье реки находится в 243 км по правому берегу реки Ануй, в устье расположено село Солонешное. На берегах реки также расположено село Медведевка, входящее в состав Солонешенского сельсовета.

## Притоки
По порядку от устья к истоку:
- Плотников (пр)
- Нигибин (пр)
- Гребенщиков (лв)
- Пермяков (пр)
- Агафонов (лв)
- Казаваева (пр)
- Светлый (лв)
- Тёплый (пр)
- Петушков (лв)
- Широкий (лв)

## Данные водного реестра
По данным государственного водного реестра России относится к Верхнеобскому бассейновому округу, водохозяйственный участок реки — Обь от слияния рек Бия и Катунь до города Барнаул, без реки Алей, речной подбассейн реки — бассейны притоков (Верхней) Оби до впадения Томи. Речной бассейн реки — (Верхняя) Обь до впадения Иртыша.
Код объекта в государственном водном реестре — 13010200312115100008429.